# Phạm Công Lộc
Phạm Công Lộc (sinh năm 1969) biệt danh cá lóc là cựu cầu thủ bóng đá của đội Đồng Tháp. Hiện là huấn luyện viên đội Bình Phước. Ông từng là thành viên của đội vô địch quốc gia năm 1996 cùng thời với Trần Công Minh, Huỳnh Quốc Cường. Cuối năm 2008 ông được tín nhiệm thay cho ông Phạm Anh Tuấn với 1 đội bóng bình thường lại mất nhiều cầu thủ quan trọng nhưng với sự dẫn dắt của ông đội đã thi đấu rất tốt làm nức lòng người hâm mộ tỉnh nhà với vị trí thứ 5 V-League 2009 và đặc biệt là vị trí thứ 3 V-League 2010 vị trí tốt nhất kể từ năm 1996